# Меленки (Ногинский район)
Меленки — деревня в Ногинском районе Московской области России.

## Население
| 1852 | 1859 | 1890 | 1926 | 2002 | 2006 | 2010 |
| ---- | ---- | ---- | ---- | ---- | ---- | ---- |
| 88   | ↘56  | ↘12  | ↗54  | ↘11  | ↘8   | ↗10  |

## География
Деревня Меленки расположена на востоке Московской области, в юго-западной части Ногинского района, примерно в 25 км к востоку от Московской кольцевой автодороги и 15 км к юго-западу от центра города Ногинска, по правому берегу реки Шаловки бассейна Клязьмы.
В 0,5 км к востоку от деревни проходит Кудиновское шоссе Р109, в 3 км к северу — Горьковское шоссе М7, в 8 км к югу — Носовихинское шоссе, в 12 км к востоку — Московское малое кольцо А107. Рядом с деревней — пути хордовой линии Мытищи — Фрязево Ярославского направления Московской железной дороги. Ближайшие населённые пункты — деревни Кашино, Колонтаево и Шульгино, ближайшая железнодорожная станция — платформа Кашино.
Связана автобусным сообщением с городом Электроугли и посёлком городского типа Обухово.

## История
В середине XIX века деревня относилась ко 2-му стану Богородского уезда Московской губернии и принадлежала титулярному советнику Павлову А. Н., в деревне было 6 дворов, крестьян 40 душ мужского пола и 48 душ женского.
В «Списке населённых мест» 1862 года — владельческая деревня 2-го стана Богородского уезда Московской губернии по правую сторону Владимирского шоссе (от Богородска), в 13 верстах от уездного города и 14 верстах от становой квартиры, при реке Шоловке, с 8 дворами и 56 жителями (26 мужчин, 30 женщин).
По данным на 1890 год — деревня Шаловской волости 2-го стана Богородского уезда с 12 жителями.
В 1913 году — 13 дворов.
По материалам Всесоюзной переписи населения 1926 года — деревня Шульгинского сельсовета Васильевской волости Богородского уезда в 1 км от Кудиновского шоссе и 10 км от станции Кудиново Нижегородской железной дороги, проживало 54 жителя (27 мужчин, 27 женщин), насчитывалось 9 крестьянских хозяйств.
С 1929 года — населённый пункт Московской области.
Административно-территориальная принадлежность
1929—1930 гг. — деревня Колонтаевского сельсовета Богородского района.
1930—1957 гг. — деревня Колонтаевского сельсовета Ногинского района.
1957—1963, 1965—1994 гг. — деревня Балобановского сельсовета Ногинского района.
1963—1965 гг. — деревня Балобановского сельсовета Орехово-Зуевского укрупнённого сельского района.
1994—2006 гг. — деревня Балобановского сельского округа Ногинского района.
2006 - 2018 гг. — деревня сельского поселения Аксёно-Бутырское Ногинского муниципального района.
С 2019 года - деревня Старокупавинской территории Богородского городского округа.